# اپوزیسیون بحرین
اپوزیسیون بحرینی به گروهی از گروه‌های سیاسی گفته می‌شود که مخالف کابینه دولت بحرین و پادشاه سنی خاندان آل‌خلیفه هستند. در حال حاضر، اپوزیسیون‌های بحرین را می‌توان به احزاب سیاسی که به‌طور رسمی ثبت شده‌اند و خواستار اصلاحات در سیستم سیاسی فعلی هستند و گروه‌های مخالف ثبت نشده تقسیم کرد. اکثریت اپوزیسیون‌ها از جامعهٔ شیعه بحرین تشکیل شده‌اند.
- جمعیت وفاق ملی اسلامی
- تریبون دموکراتیک مترقی
- جامعه اقدام اسلامی (امل)
- الوحدوی
- آل اخا
- مجلس دموکراتیک ملی‌گرا

اپوزیسیون بدون مجوز شامل موارد زیر است:
- جنبش حق
- ائتلاف جوانان انقلاب ۱۴ فوریه بحرین
- الوفا
- نهضت آزادی بحرین
- جبهه آزادی ملی - بحرین
- حزب‌الله عربستان
- تیپ‌های الاشتر
- انجمن اقدام دموکراتیک ملی (واعد، ممنوع شده)

از زمان اعتراضات بحرین در سال ۲۰۱۱، همه احزاب اپوزیسیون انتخابات پارلمان را تحریم کرده‌اند. از آن زمان اپوزیسیون نتوانستند کابینه بحرین را سرنگون کنند.